# Leandra raimondiana
Leandra raimondiana är en tvåhjärtbladig växtart som beskrevs av Markgr.. Leandra raimondiana ingår i släktet Leandra och familjen Melastomataceae. Inga underarter finns listade i Catalogue of Life.